# Murâd Baksh
Murad Baksh (né le 8 septembre 1624, mort le 14 décembre 1661) se proclama en 1657 Grand Moghol d’Inde.
Cinquième fils de Shah Jahan et de Mumtaz Mahal, il fut défait en 1657 par son frère Aurangzeb lors de la lutte pour le trône de l’Empire moghol. Son successeur fut Shâh Shujâ, qui fut lui-même défait en 1658 par Aurangzeb et fut assassiné en 1660 lors de son exil en Birmanie. 